# Bogildo
Bogildo (en coréen : 보길도) est une île située dans la province de Jeolla du Sud en Corée du Sud. 